# Psychotria coelocalyx
Psychotria coelocalyx là một loài thực vật có hoa trong họ Thiến thảo. Loài này được Urb. miêu tả khoa học đầu tiên năm 1922.